# Álamos
Álamos este o localitate urbană și reședința municipalității omonime, Municipalitatea Álamos, care o înconjoară. Se găsește în sud-estul statului federal mexican Sonora. Populația întregii municipalități (atât cea urbană cât și cea rurală) fusese de a.bcd în , acoperind o suprafață de  km2.

## Rezidenți notabili
- María Félix, actriță de film;
- Gloria Fonda, actriță de film; (a decedat în Álamos)
- Arturo Márquez, compozitor;
- Joaquin Murrieta, bandit din California; oricum, localitatea Quillota din Chile pretinde nașterea sa acolo;
- Álvaro Obregón, fost președinte al Mexicului;
- Alfonso Ortiz Tirado, doctor, tenor și filantrop;
- Félix María Zuloaga, soldat, politician, fost Președinte al Mexicului.

## Orașe înfrățite
- Scottsdale,  Arizona,  Statele Unite ale Americii

## Diferite resurse
- Map
- Gobierno de Sonora[nefuncțională]

## Vedeți și
- Municipalities of Sonora